# ロバート・ハチソン・フィンチ

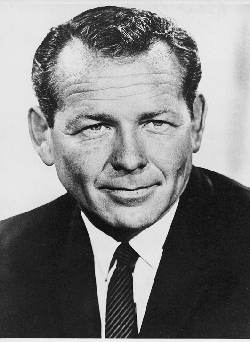
ロバート・ハチソン・フィンチ

ロバート・ハチソン・フィンチ（Robert Hutchison Finch, 1925年10月9日 - 1995年10月10日）は、アメリカ合衆国の政治家。共和党に所属し、リチャード・ニクソン政権で第8代保健教育福祉長官を務めた。

## 生い立ち
1925年、フィンチはアリゾナ州テンピにおいて誕生した。フィンチは1943年から1945年までアメリカ海兵隊に所属し、第二次世界大戦を戦った。フィンチは1947年にオクシデンタル大学を卒業し、政治学の学士号を取得した。大学卒業後、フィンチは連邦下院議員ノリス・ポールソンの秘書官として働いた。この頃、フィンチはワシントンD.C.の新参政治家であったリチャード・ニクソンと友人関係を築いた。フィンチは共和党 (アメリカ合衆国)に参加し、1948年にヤング・リパブリカンのメンバーとなった。
フィンチは法律を勉強するため、1948年に南カリフォルニアへ移った。フィンチは南カリフォルニア大学法科大学院で学び、1951年に法学修士。修了後は再びアメリカ海兵隊に所属し、1951年から1952年まで朝鮮戦争に参加した。フィンチは1952年に弁護士業を開業し、法律事務所 Finch, Bell, Duitsman, & Margulis を共同経営した。

## 政治経歴
1953年にリチャード・ニクソンがアメリカ合衆国副大統領に就任すると、フィンチはニクソン副大統領の補佐官となった。1960年の大統領選挙では共和党候補として擁立されたニクソンを全面支持し、ニクソンの選挙マネージャーを務めた。だが選挙の結果、ニクソンは民主党ジョン・F・ケネディに僅差で敗れた。
1966年、フィンチはカリフォルニア州副知事に立候補し、当選した。フィンチは同時に行われた州知事選挙で当選したロナルド・レーガンよりも多くの票を獲得した。

## ニクソン政権
1968年、フィンチは大統領選挙に立候補したリチャード・ニクソンを支持し、ニクソンの上級顧問となった。選挙の結果、ニクソンは民主党ヒューバート・ハンフリーを僅差で下した。
ニクソンは当初、フィンチを副大統領候補として選挙に臨むつもりでいた。だがフィンチはニクソンの要請を辞退した。そのためニクソンは、副大統領候補としてメリーランド州知事スピロ・アグニューを起用した。かつてニクソンはカリフォルニア州から連邦議員に選出されたことがあったが、大統領選挙当時はニューヨーク州に居住していた。そのため、仮にカリフォルニア州に居住していたフィンチが副大統領候補となっていた場合でも、カリフォルニア州の選挙人はフィンチに投票することができた（アメリカ合衆国憲法修正第12条）。
大統領選挙後、ニクソンはフィンチに対して新政権での閣僚ポストの選択権を与えた。フィンチは健康と教育の問題について関心を抱き続けていたため、保健教育福祉長官のポストを選択した。フィンチは社会問題について、ニクソンよりも穏健主義であった。だが政治的思想の違いは特に問題とならなかった。
1969年にニクソンが大統領に就任すると、フィンチは保健教育福祉長官として新政権に加わった。1970年、フィンチは保健教育福祉長官を退き、ホワイトハウスのスタッフに転任した。フィンチは1973年まで国内問題担当の大統領顧問を務め、閣僚級のポストを維持し続けた。

## 晩年
フィンチは1973年にホワイトハウスを辞し、南カリフォルニアへ戻った。フィンチはパサデナで弁護士業を再開したが、共和党員として政治への関与は残し続けた。フィンチは1976年に連邦上院議員を目指したが、共和党の指名獲得に失敗した。
1995年、フィンチはカリフォルニア州パサデナにおいて、心不全により死去した。

## 家族
父親はアリゾナ州下院議員ロバート・レスリー・フィンチ (Robert Leslie Finch)、母親はグラディス・ハチソン (Gladys Hutchison) であった。フィンチは1946年2月14日にキャロル・クラザー (Carol Crother) と結婚した。フィンチはキャロルとの間に1男3女をもうけた。
1. モーリーン・フィンチ (Maureen Finch)
2. ケヴィン・フィンチ (Kevin Finch)
3. プリシラ・フィンチ (Priscilla Finch)
4. キャスリーン・フィンチ (Cathleen Finch)